# José Alberto Recuero
José Alberto Recuero García (ur. 3 maja 1974 w Barcelonie) – hiszpański zapaśnik walczący w stylu klasycznym. Dwukrotny olimpijczyk. Dziewiąty w Atenach 2004 i jedenasty w Barcelonie 1992. Walczył w kategorii 74 kg.
Zajął osiemnaste miejsce na mistrzostwach świata w 1995. Piąty w mistrzostwach Europy w 2001. Brązowy medalista igrzysk śródziemnomorskich w 2005; szósty w 1993; siódmy w 1997 i dziewiąty w 2001 roku.
- Turniej w Barcelonie 1992

Przegrał z Antonem Marchlem z Austrii i Serbem Željko Trajkovićem, występującym jako sportowiec niezależny.
- Turniej w Atenach 2004

Wygrał z Jaszą Manaszerowem z Izraela, a przegrał z Daniłem Chalimowem z Kazachstanu.